# Autopista AP-37
Die Autopista AP-37 (auch Autopista Alicante–Murcia, kurz AP-37) ist eine geplante Autobahn zwischen den Städten Murcia und Alicante. Sie soll eine Alternative zur A-7 werden. Derzeit ist das Projekt in Planung (Stand Juli 2009).
Die Autovia beginnt im Ring von Murcia (MU-30) und in der Gemeinde Zeneta (Murcia) und führt durch die Gemeinden Beniel, Orihuela, Jacarilla, Bigastro, Rafal, Benejúzar sowie Almoradí und geht dann in die AP-7 über. Es ist geplant, dass die Maut an der Landesgrenze zwischen der venezianischen Provinz Alicante und der Region Murcia eingehoben wird.